# Église Saint-Étienne d'Ille-sur-Têt
L'église Saint-Étienne d'Ille-sur-Têt, dite del Padraguet ou del Pedreguet (en catalan : Sant Esteve del Pedreguet), est une église paroissiale des XVIIe et XVIIIe siècles située à Ille-sur-Têt, dans le département français des Pyrénées-Orientales.

## Description
L'église Saint-Étienne possède une façade imposante, d'esprit baroque, avec un portail de marbre du XVIIIe siècle, une vaste nef unique avec douze chapelles latérales et une abside pentagonale. Une voûte sur croisée d'ogives recouvre la nef. Elle possède un très riche mobilier, avec notamment plusieurs tableaux et retables remarquables.
Le clocher, un des rares éléments de l'ancienne église à avoir été conservé, est bâti du XIIe au XIVe siècle. Il contient deux cloches, de 1736 et 1766, ainsi qu'un carillon de quinze cloches fondues entre 1875 et 1878. 

## Histoire
Ce sont les terres caillouteuses, du latin petra (pierre) situées près de la Têt qui donnent une partie de son nom à l'église et aux environs avec le nom de Pedreguet.
L'église Saint-Étienne est citée pour la première fois en 982. Elle est rebâtie au XIe siècle et agrandie au XIIIe siècle. Détruite lors du siège de la ville par les Français en 1642 elle est entièrement reconstruite à partir du 5 octobre 1664 et consacrée le 18 novembre 1736 : le chevet est achevé en 1681, le croisillon en 1697, la nef en partie couverte en 1711, la façade terminée en 1720 et la voûte du chœur en 1729. Le portail est rajouté plus tard en 1771.
De cette église paroissiale dépendaient les églises de Saint-Clément de Reglella, Saint-Sauveur de Casesnoves et Saint-Michel-de-Llotes.
Propriété de la commune, l'église Saint-Étienne fait l’objet d’un classement au titre des monuments historiques depuis le  23 décembre 1998.

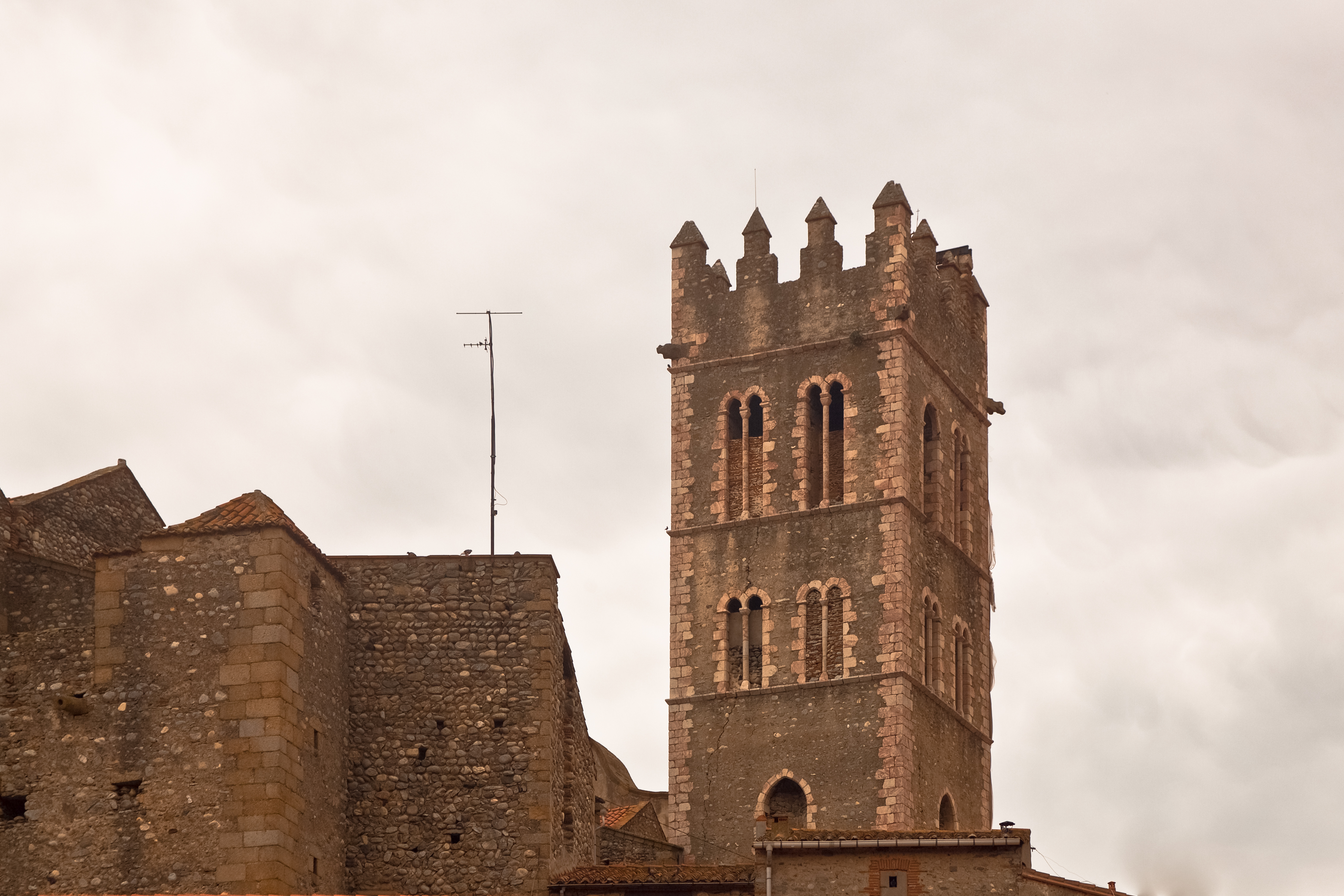
Le clocher.
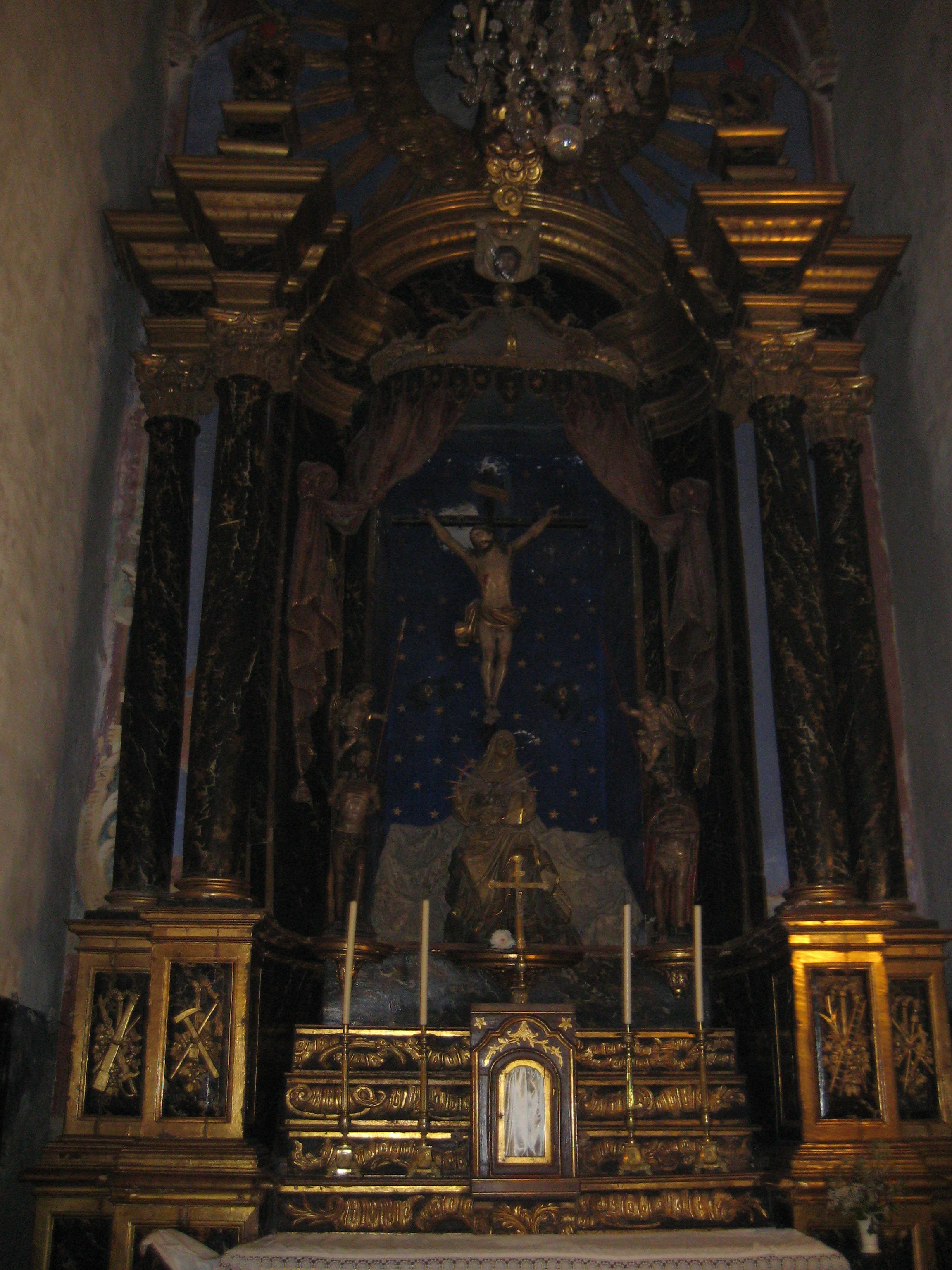
Le retable du Dévôt Christ.
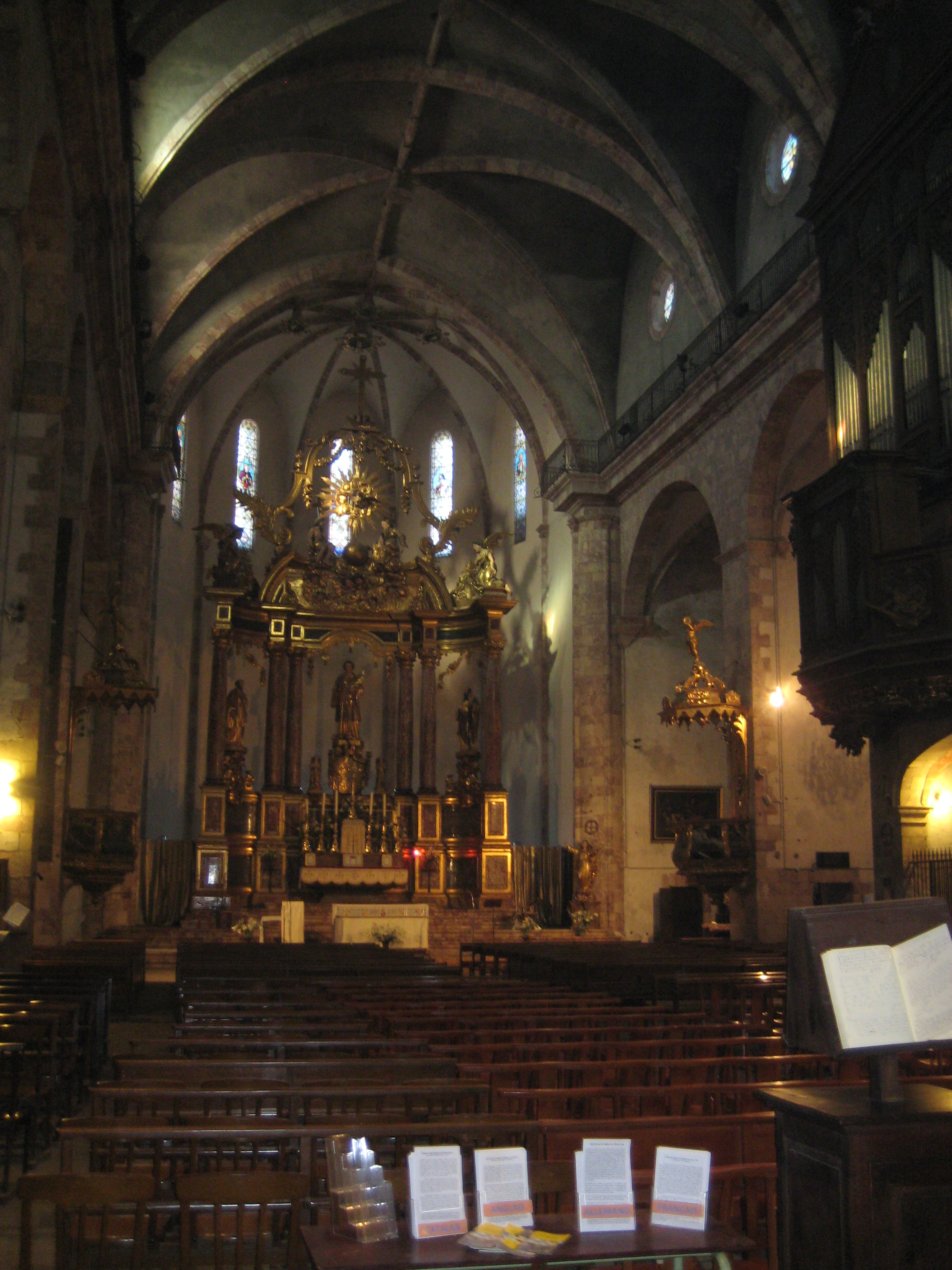
La nef.
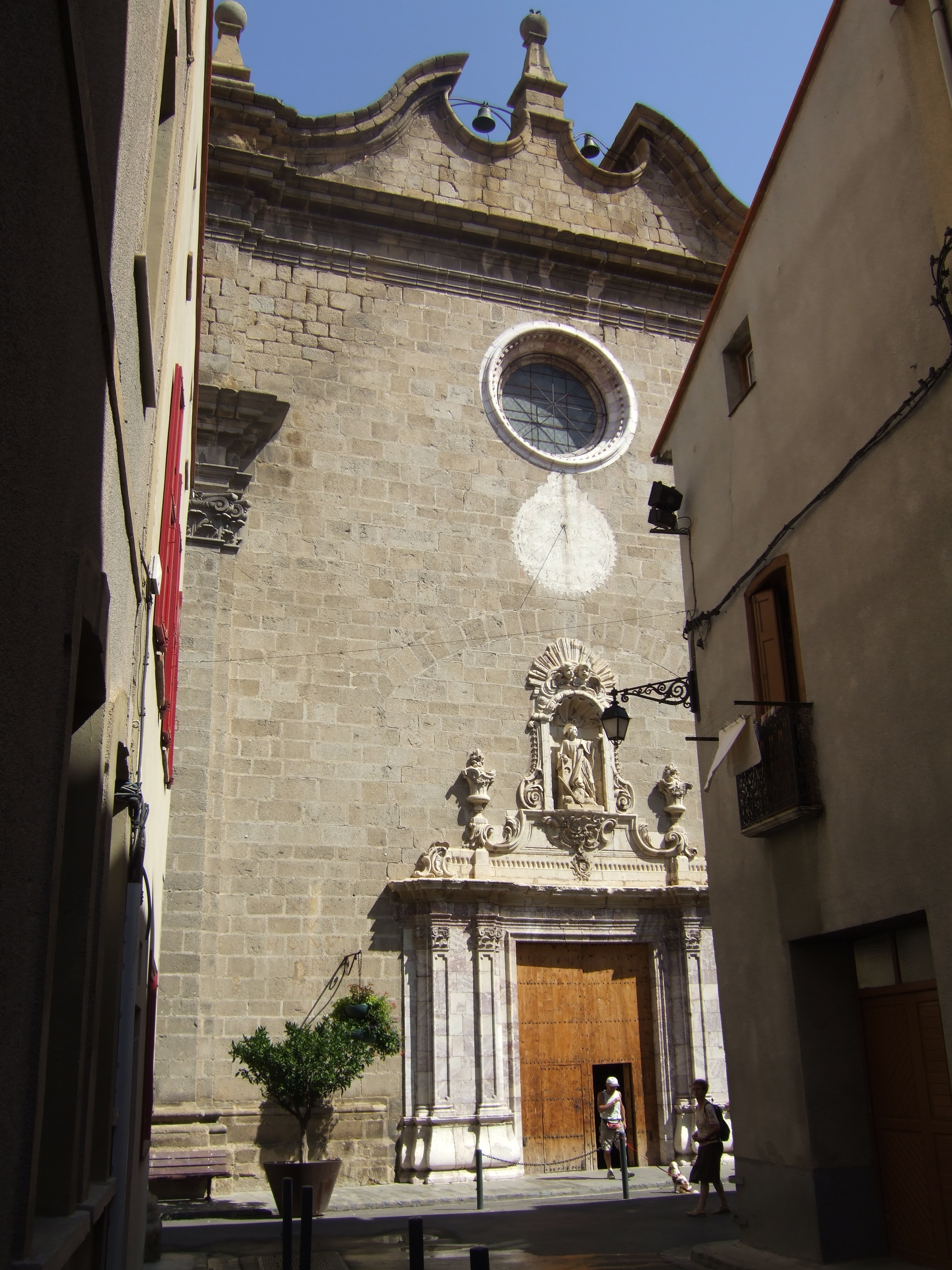
Façade sud